# Jana Sjilinskajte
Jana Jurjevna Sjilinskajte (russisk: Яна Юрьевна Жилинскайте, Litauisk: Janina Žilinskaitė;, født 6. marts 1989 i Uraj, Rusland) er en russisk håndboldspiller, der spiller for Alba Fehérvár KC og for det russiske kvindelandshold. Hun er tvillingesøster til Viktorija Sjilinskajte.
Hun deltog under EM i håndbold 2016 i Sverige.